# XI legislatura del Regno d'Italia
L'XI legislatura del Regno d'Italia ebbe inizio il 5 dicembre 1870 e si concluse il 20 settembre 1874.

## Governi
Governi formati dai diversi Presidenti del Consiglio dei ministri su incarico reale.
1. Governo Lanza (14 dicembre 1869 - 10 luglio 1873), presidente Giovanni Lanza (Destra storica)
  - Composizione del governo: Destra storica
2. Governo Minghetti II (10 luglio 1873 - 25 marzo 1876), presidente Marco Minghetti (Destra storica)
  - Composizione del governo: Destra storica

## Parlamento

### Camera dei deputati
- Presidente
  - Giuseppe Biancheri, dal 5 dicembre 1870 al 20 settembre 1874

Nella legislatura la Camera tenne 563 sedute.

### Senato del Regno
- Presidente
  - Vincenzo Fardella di Torrearsa, dal 5 dicembre 1870 al 20 settembre 1874

Nella legislatura il Senato tenne 270 sedute.